# Рывеем (река, Айон)
Рывеем (чук. Ръывээм) — река на севере Дальнего Востока России, на острове Айон, протекает по территории Чаунского района Чукотского автономного округа. Длина реки — 68 км.

## Этимология
Название реки имеет чукотское происхождение в переводе, с которого Ръывээм переводится как «илистая река».

## Описание
Берёт истоки в центре острова в озере Могильное (высотой 21 м над уровнем моря), в верховьях под названием Левый Рывеем течёт на северо-запад, после слияния с Правым Рывеемом поворачивает на северо-восток; впадает в Восточно-Сибирское море.

## Данные водного реестра
По данным государственного водного реестра России относится к Анадыро-Колымскому бассейновому округу.